# Seo Taiji
Seo Taiji (kor. 서태지, ur. 21 lutego 1972 w Seulu), właściwie Jeong Hyeon-cheol (kor. 정현철) – południowokoreański piosenkarz, muzyk, twórca tekstów i producent muzyczny. Po rzuceniu liceum na rzecz rozpoczęcia kariery muzycznej, stał się jedną z najbardziej znanych i wpływowych ikon kultury w Korei Południowej
Seo Taiji był aktywny jako artysta solowy w przemyśle rozrywkowym od 1989 roku, w latach 1992–1996 jako wokalista zespołu Seo Taji and Boys. Nakład ze sprzedaży wszystkich jego wydawnictw wynosi ponad 9 milionów egzemplarzy (7 milionów z zespołem, 2 miliony solo), co zalicza go do grona artystów z największą liczbą sprzedanych albumów w Korei Południowej.

## Życiorys
Jeong Hyeon-cheol ukończył edukację w Seulu. W 1989 roku dołączył do zespołu rockowego Sinawe. Po opuszczeniu grupy w 1992 roku, założył zespół Seo Taiji and Boys. W 1996 roku zespół zakończył działalność. W 1998 roku Chŏng rozpoczął karierę solową pod pseudonimem Seo Taiji.

## Dyskografia
Wybrana twórczość

### Albumy studyjne Seo Taiji and Boys
- Seo Taiji & Boys (1992)
- Seotaiji and Boys II (1993)
- Seotaiji and Boys III (1994)
- Seotaiji and Boys IV (1995)

### Albumy solowe studyjne
- Seotaiji 5th Seo Tai Ji (1998)
- Seotaiji 6th Ultramania (2000)
- Seotaiji 7th Issue (2004)
- Seotaiji 8th Atomos (2009)
- Seotaiji 9th Quiet Night (2014)